# Zagăr
Zagăr (in ungherese Zágor, in tedesco Roden) è un comune della Romania di 1235 abitanti, ubicato nel distretto di Mureș, nella regione storica della Transilvania. 
Il comune è formato dall'unione di 2 villaggi: Seleuș e Zagăr.
Zagăr ospita una cittadella Sassone, ricostruita attorno al 1640, di cui fa parte anche un Tempio Evangelico Luterano.